# 石立善
石 立善（せき りつぜん、1973年 - 2019年12月18日）は、中華人民共和国の哲学史学者、文献学者。上海師範大学哲学学院教授。専門は中国哲学史、経学、敦煌トルファン学、日本漢学史。

## 略歴
1973年、中国吉林省出身。留学生として日本へ移住し、2001年に関西学院大学総合政策学部を卒業、2004年に京都大学大学院修士課程を修了、2007年に京都大学大学院博士後期課程を修了した。安保則夫、池田秀三、西脇常記に師事し、2010年に「「朱子語録」と「朱子語類」の研究」で文学博士の学位を取得した。
日中両国を拠点として、同志社大学外国人研究員（2007年 - 2008年）、京都女子大学非常勤講師（2007年 - 2010年）、近畿大学非常勤講師（2007年 - 2010年）、京都大学非常勤講師（2009年 - 2010年）、上海師範大学哲学学院教授（2011年 - 2019年）を務めた。この他、『古典学集刊』主編、上海師範大学「申江学者」講座教授、上海市「東方学者」講座教授、台湾大学訪問学者。浙江大学客員教授、河北大学客員教授などを務めた。
2019年12月18日、逝去。